# Híbrido perpetuo

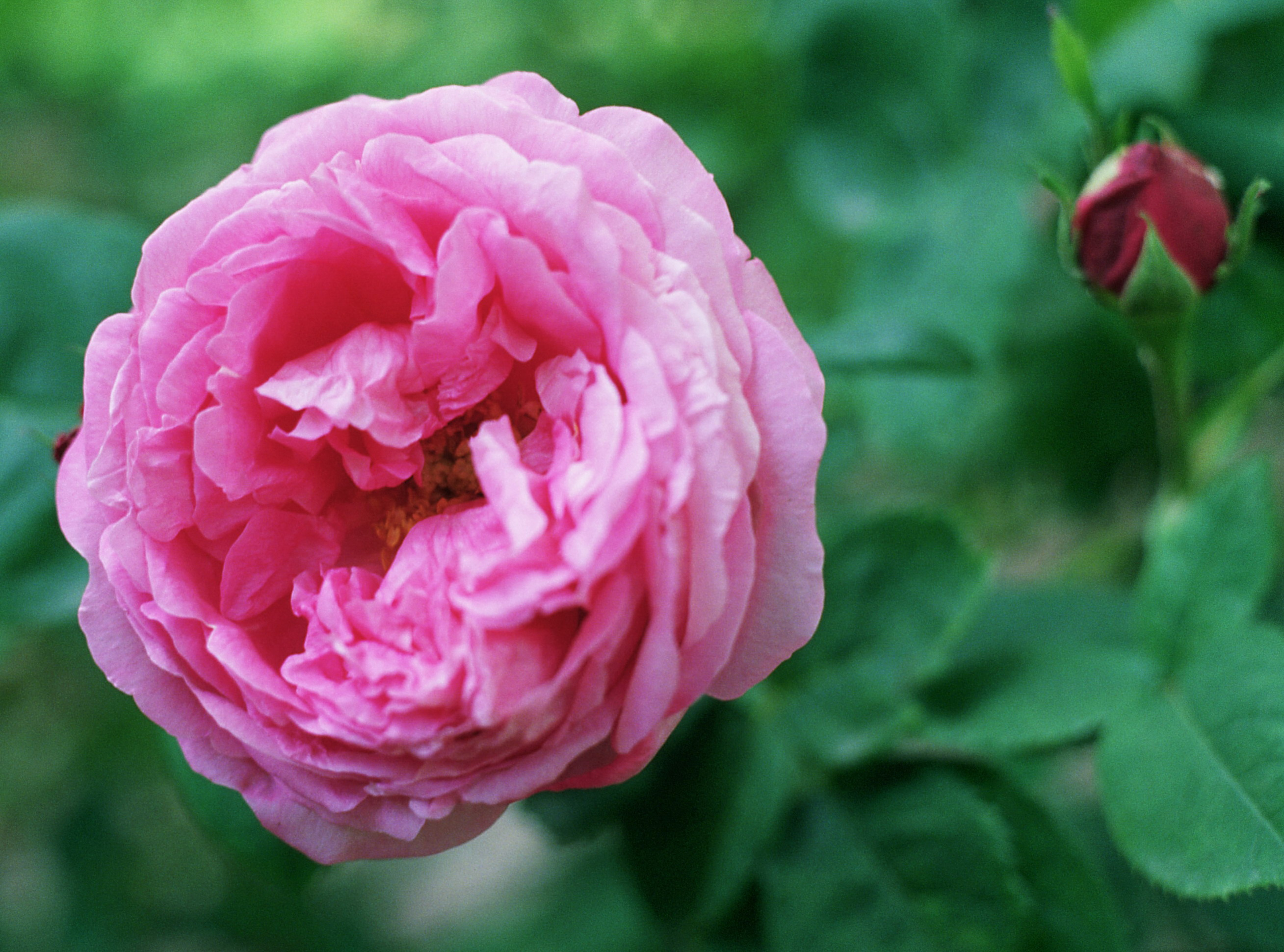
Rosa Híbrido Perpetuo 'La Reine' (Laffay 1844).

Las rosas Híbrido Perpetuo o Híbridos Perpetuos, es un grupo de rosas antiguas de jardín, la clase dominante de rosas en la Inglaterra victoriana. Híbridos perpetuos (una traducción errónea de hybrides remontants, híbridos reflorecientes) surgió en 1838 cuando las primeras rosas que combinaron con éxito la remontancia de las rosas asiáticas (repetición floración ) con los viejos linajes europeos.
Desde el punto de partida de que la re-floración es un rasgo recesivo, la primera generación de cruces de rosas de Asia / rosas de Europa (Híbrido Chinas, Bourbones híbridos, híbridos Noisettes) fueron obstinadamente de una sola floración, pero cuando estas rosas se volvieron a cruzar con ellas mismas o con Chinas o tés, algunas de su descendencia floreció más de una vez. Así, los híbridos perpetuos eran una especie de miscelánea, una clase de cajón de sastre derivada en gran medida de los Bourbon, pero con mezclas de Chinas, tés, damascos, Gallicas, y en menor medida de Noisettes, albas e incluso centifolias.

## Historia
Los Rosales Antiguos son las variedades que existían antes del año 1867. Son poco conocidos en el mercado actual. Poco a poco se van utilizando más, pues son increíblemente fuertes y robustos.
No requieren de muchos cuidados ya que tienen menos problemas de plagas y enfermedades. 
Se convirtieron en las rosas más populares del jardín y floristerías del norte de Europa en ese momento, como las rosas de té no prosperan bien en climas fríos, y las grandes floraciones de los híbridos perpetuos "fueron bien adaptados al nuevo fenómeno de las exposiciones de competición". El "perpetuo" en el nombre alude a la repetición-la floración, pero muchas variedades de esta clase tenía malos hábitos de re-floración, la tendencia era de tener una floración masiva de la primavera, seguido de una floración de verano dispersa, una ráfaga pequeña en otoño, o a veces nada en absoluto hasta la próxima primavera. Debido a una paleta de colores limitada (blanco, rosa, rojo) y la falta de fiabilidad de repetición de la floración, los híbridos perpetuos fueron eclipsados en última instancia por sus descendientes, los tés híbridos.
Ejemplos:'Ferdinand Pichard', 'Reine Des Violettes', 'Paul Neyron'.

## Características
Las híbrido perpetuo tienen apariencias a los Rosales antiguos.
No confundir con los "Híbrido de té".
Arbustos remontantes, vigorosos, y abundantemente ramificados. 
Flores plenamente dobles generalmente solitarias o en grupos de 3 en verano a otoño.
Las hojas son en general de color verde oliva. 
Necesitan posición protegida. Son recomendables para bancales y borduras. 

## Selección de cultivares
Algunas de las variedades de Híbrido Perpetuo y obtenciones conseguidas por distintos obtentores.

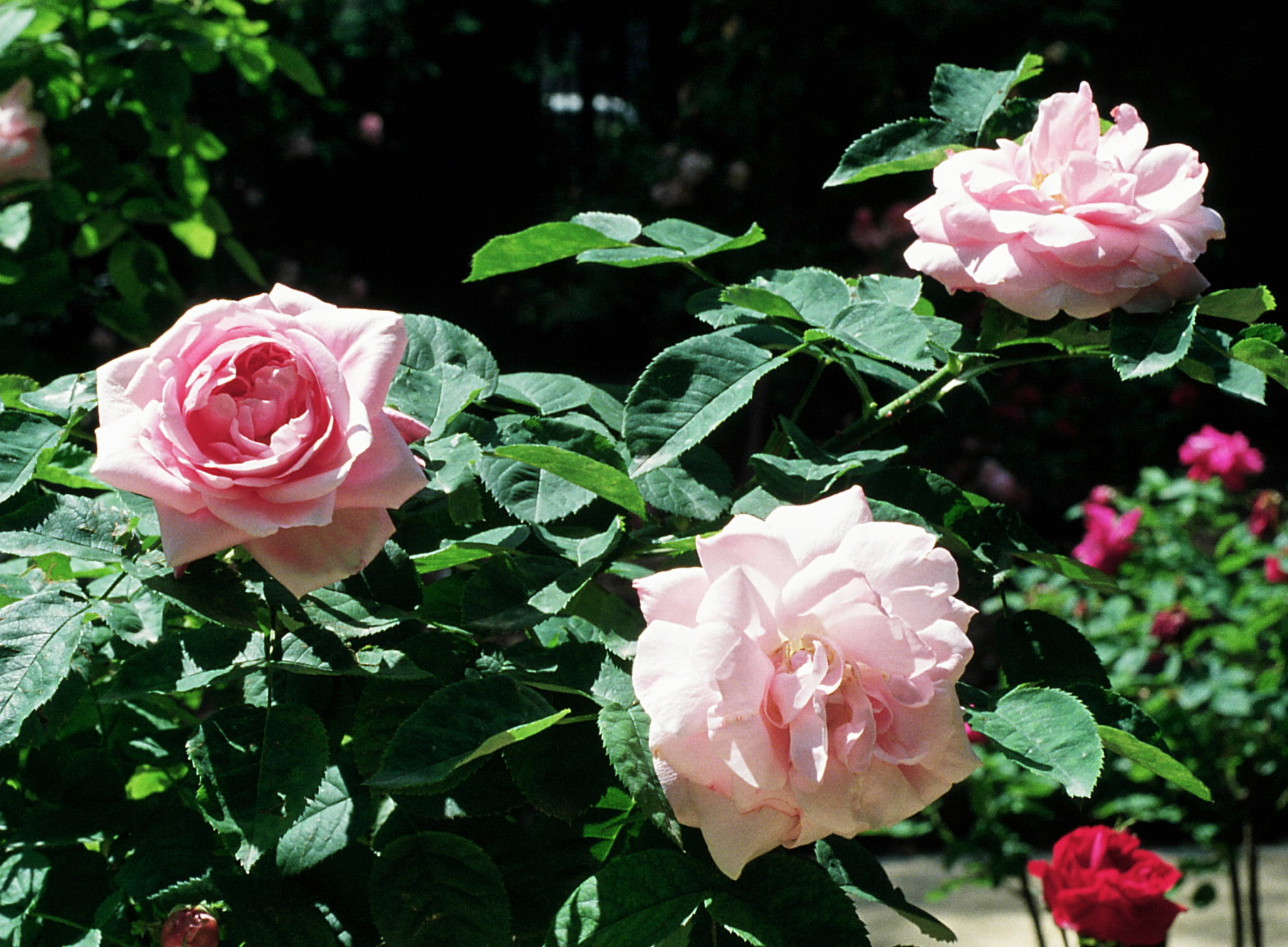
'Baroness Rotchild'.
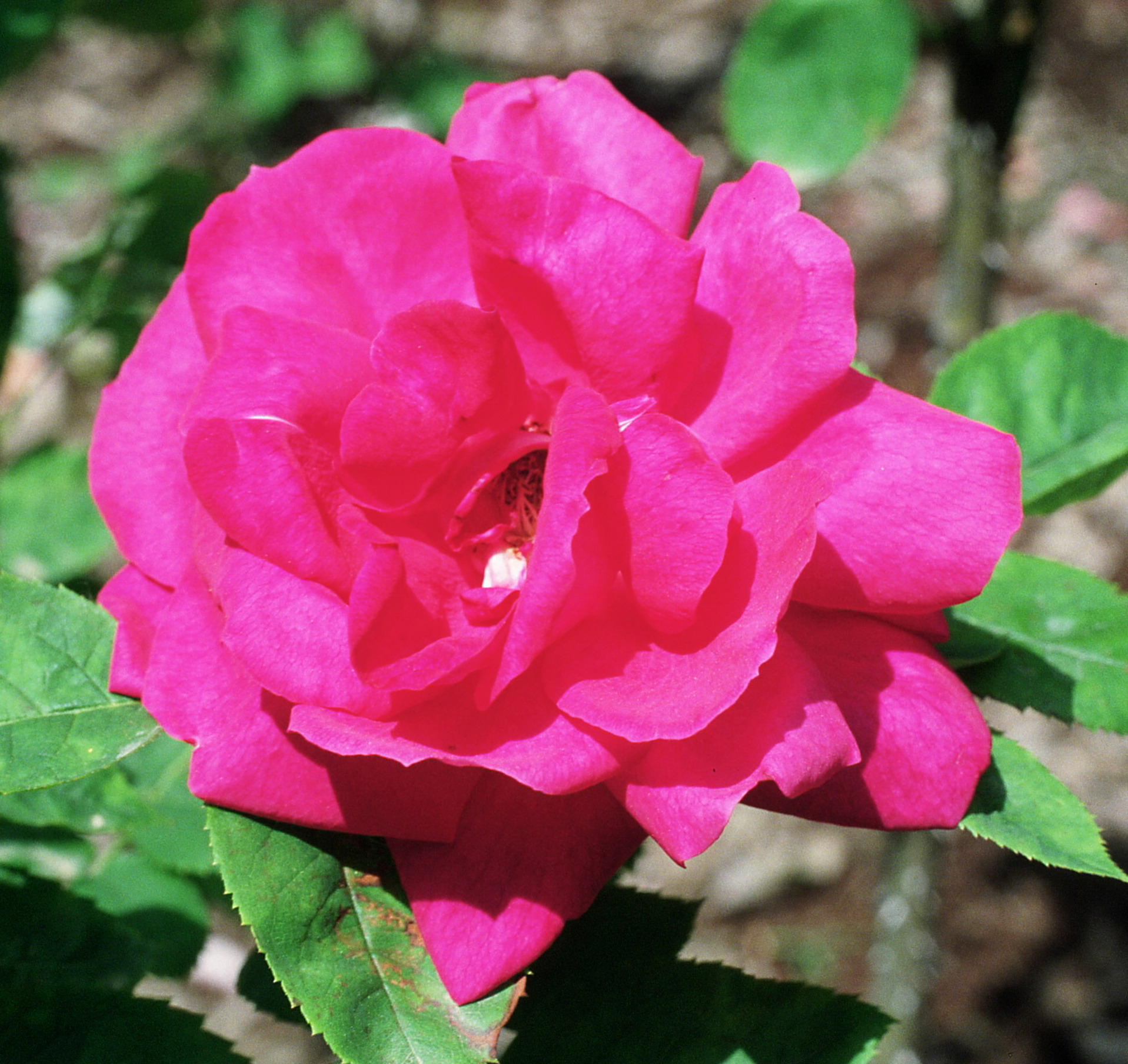
'Captain Hayward RJB'.
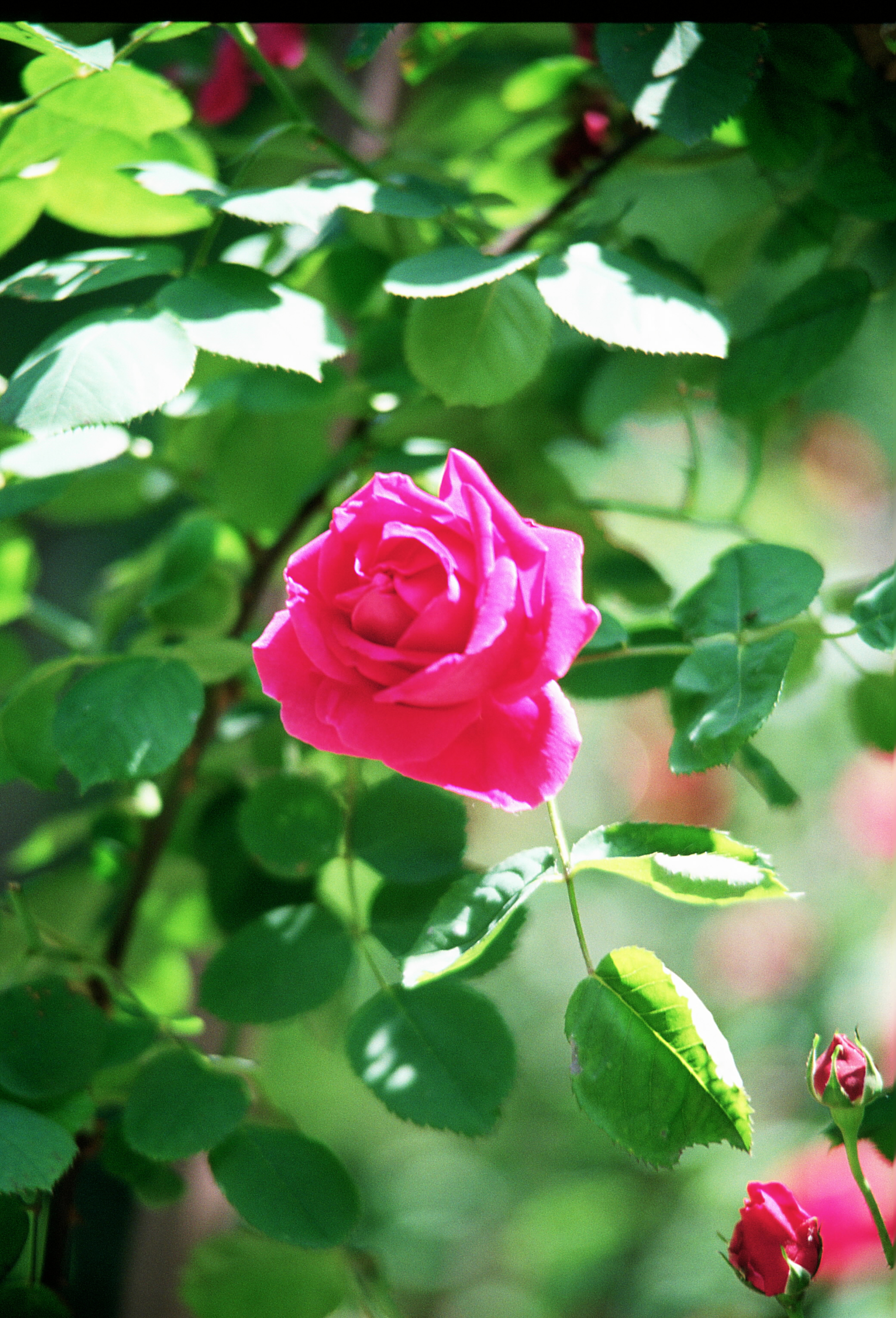
'Dr Andry'.
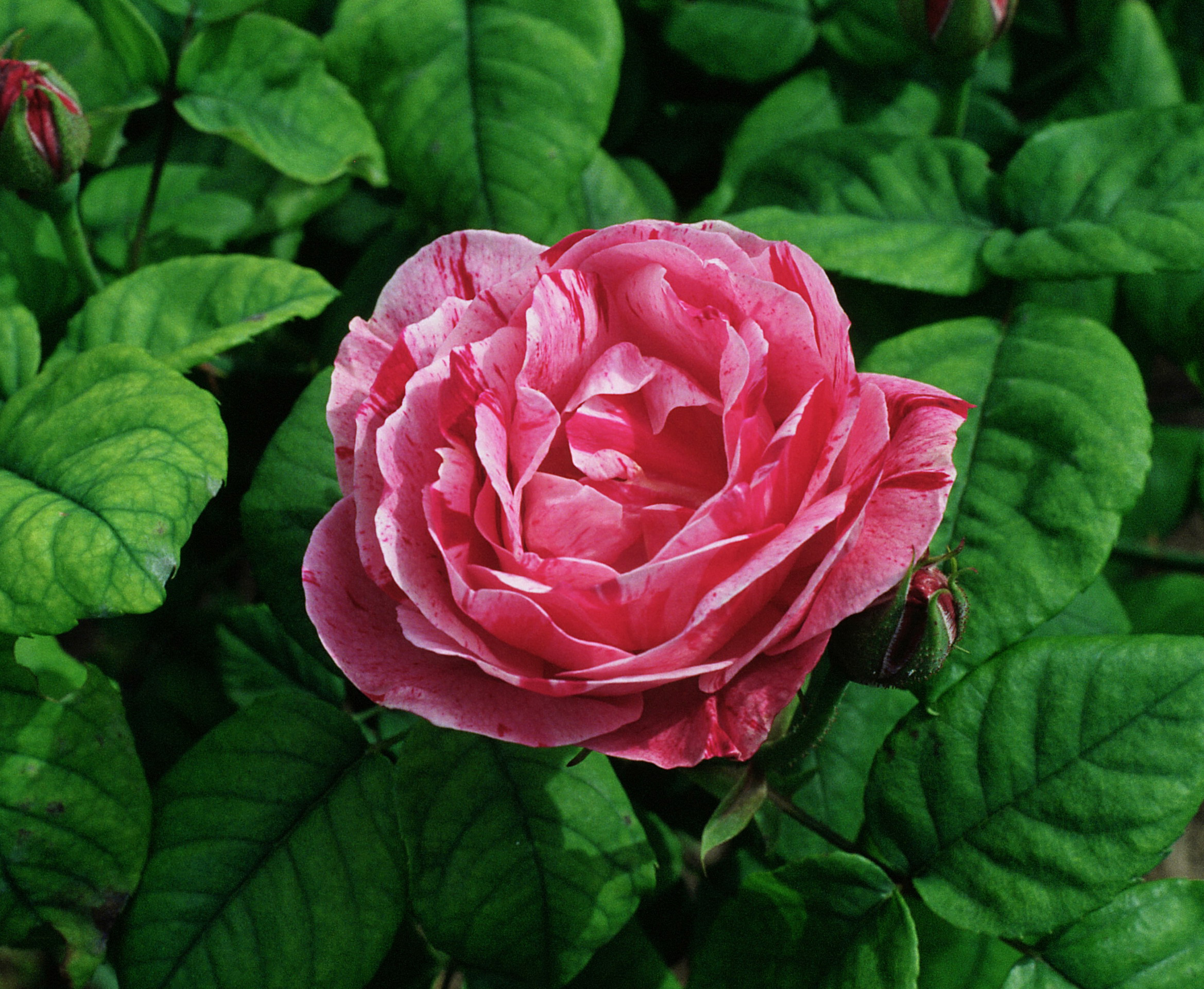
'Ferdinand Pichard'.
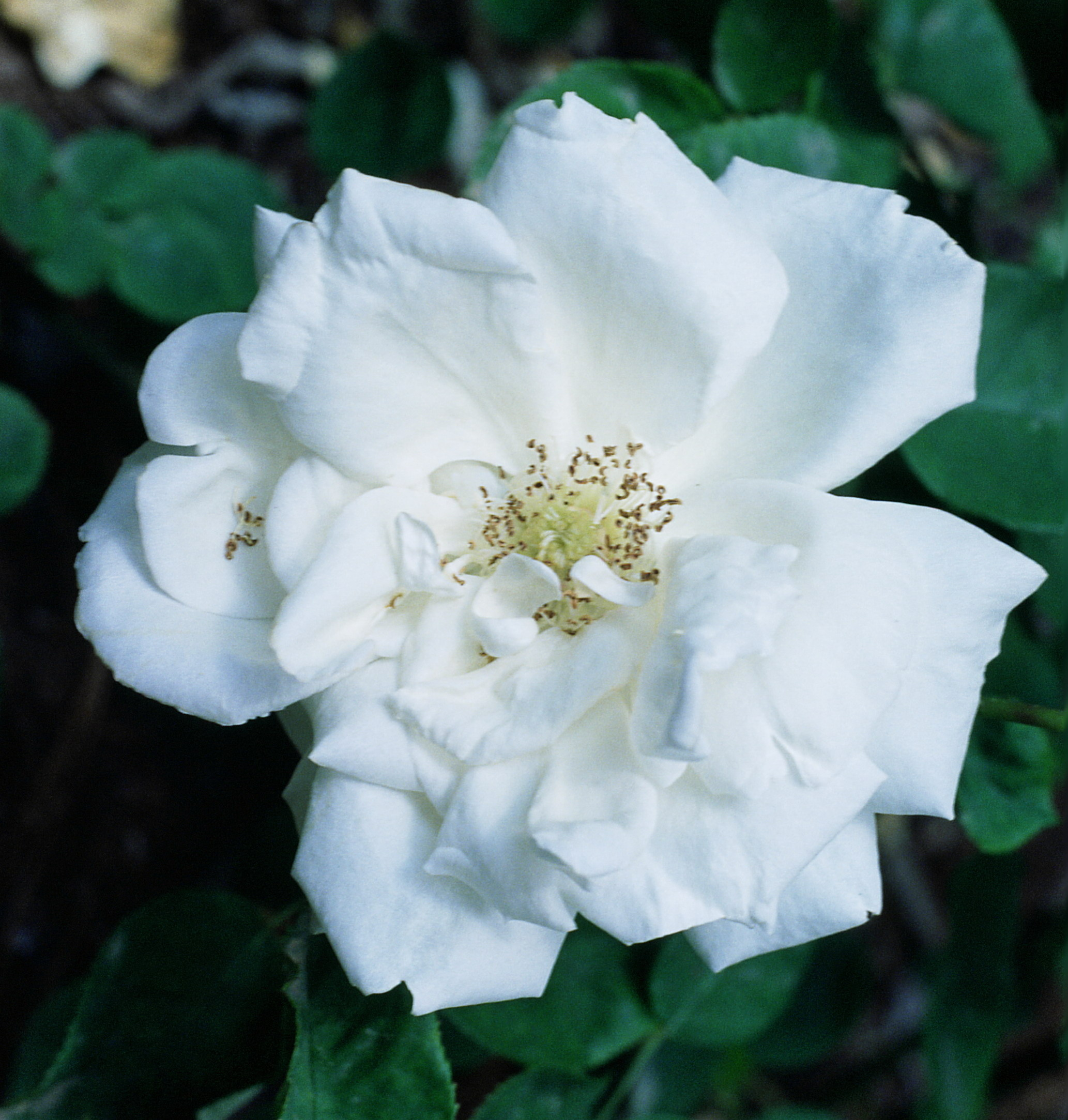
'Frau Karl Druschki'.
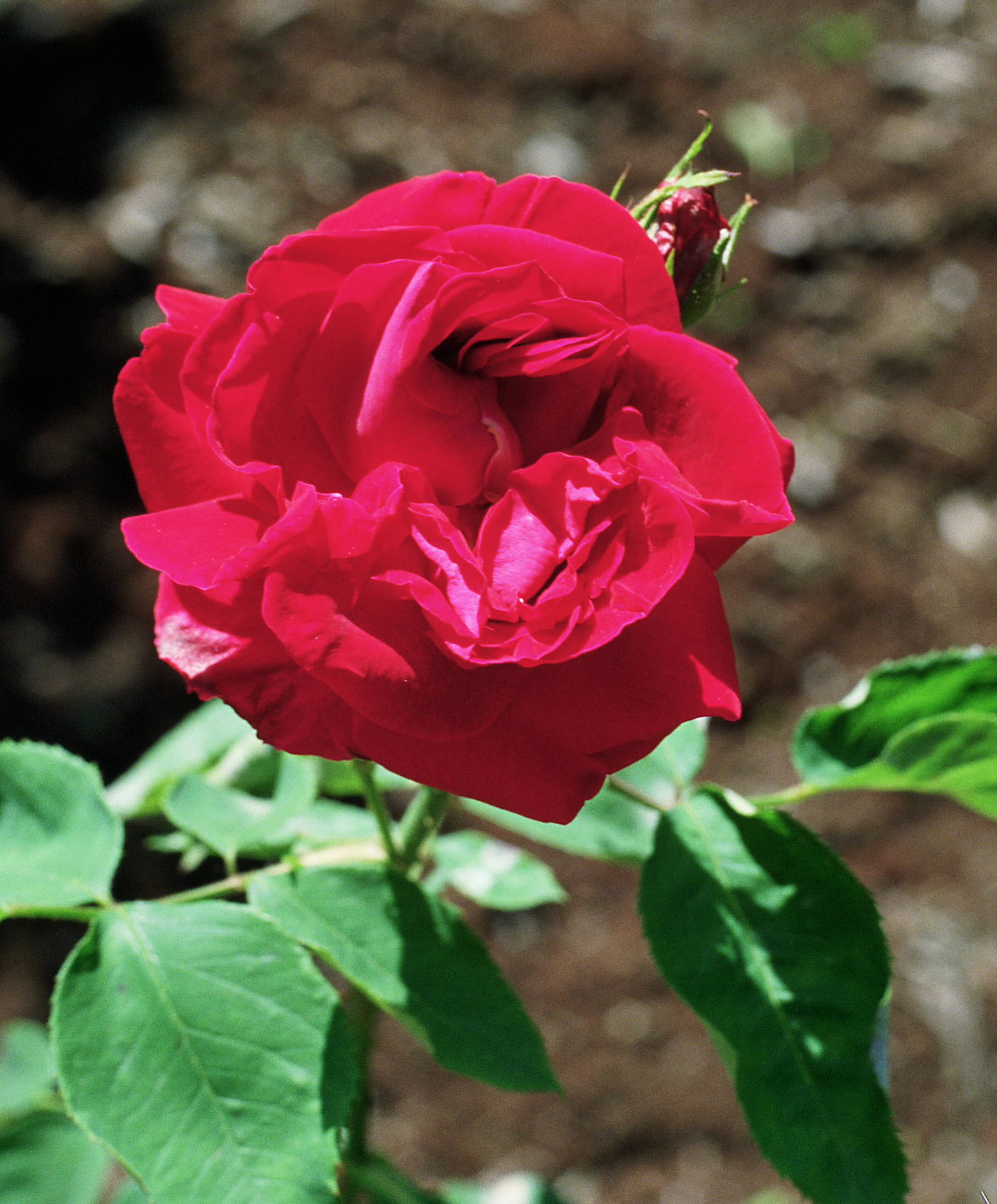
'General Jacqueminot'.
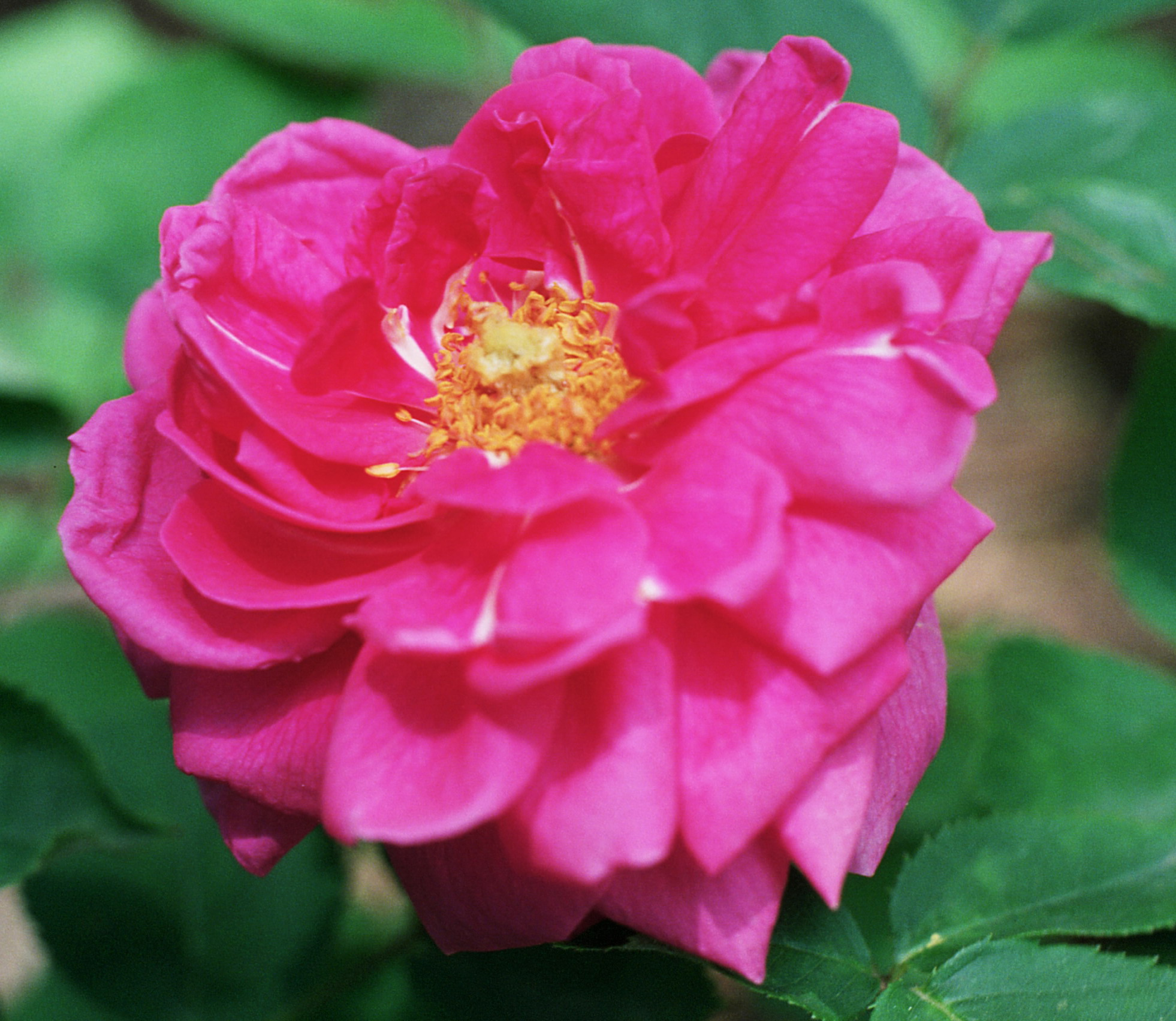
'Jules Margottin'.
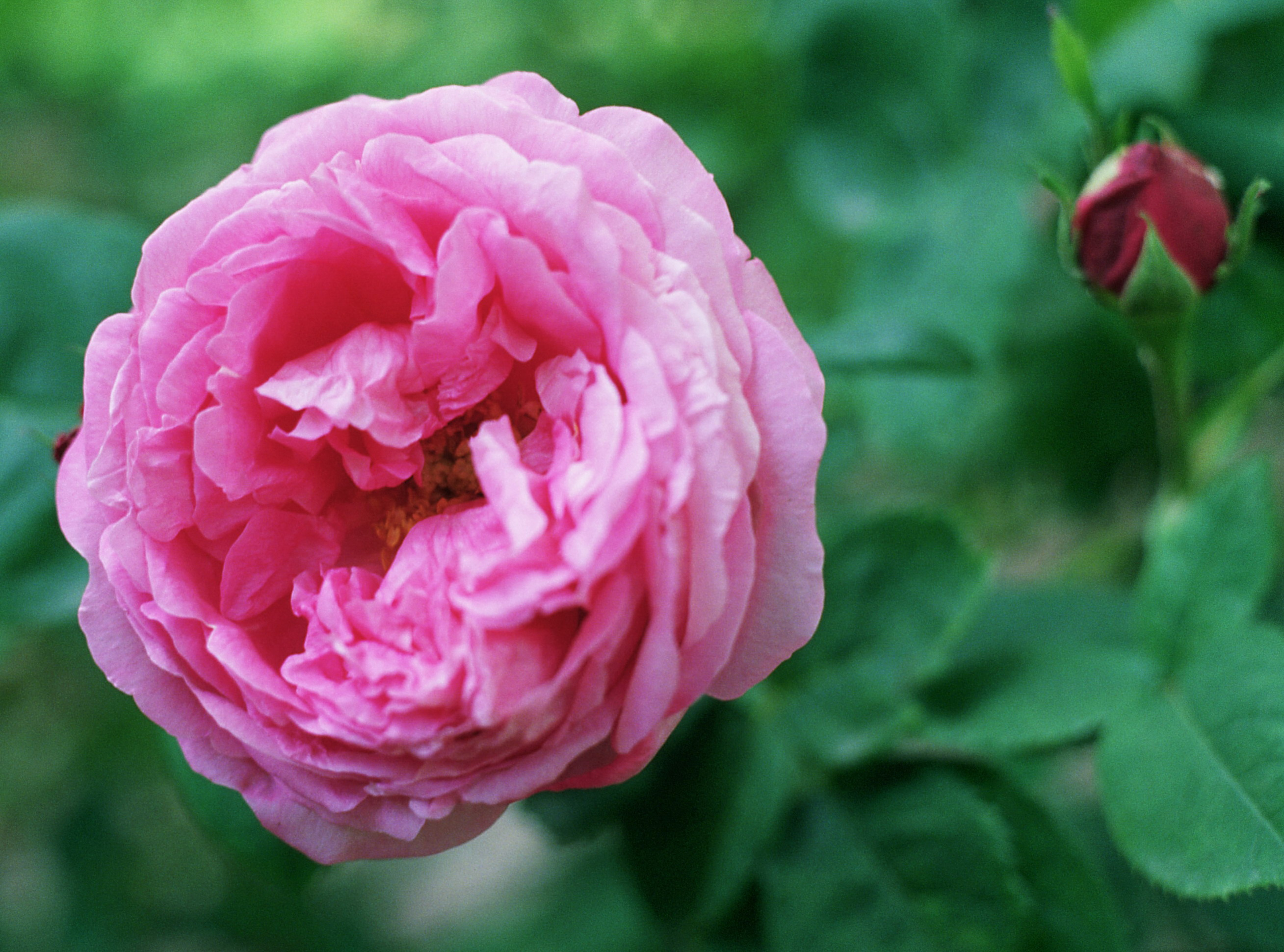
'La Reine'.
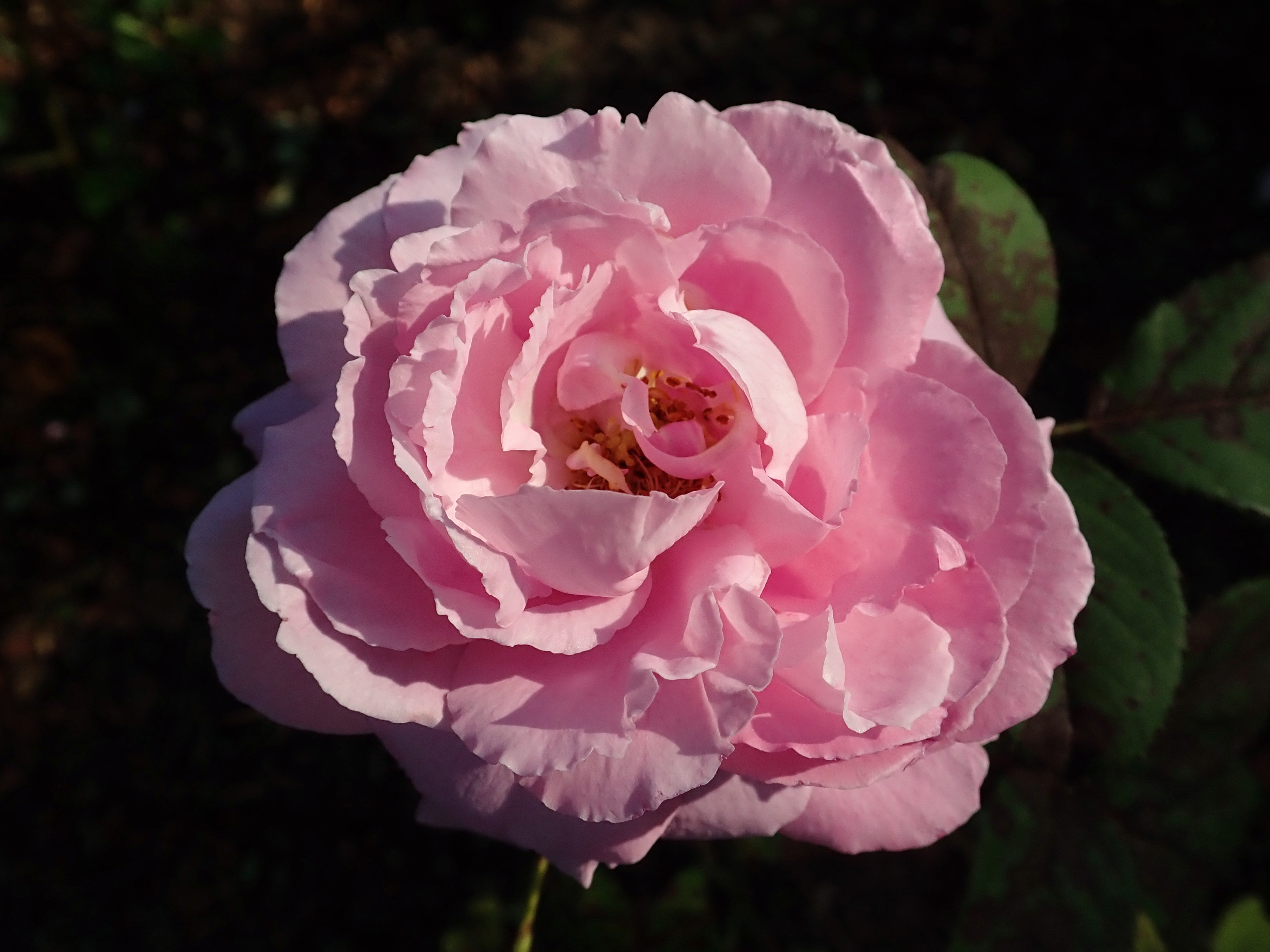
'Mrs John Laing'.
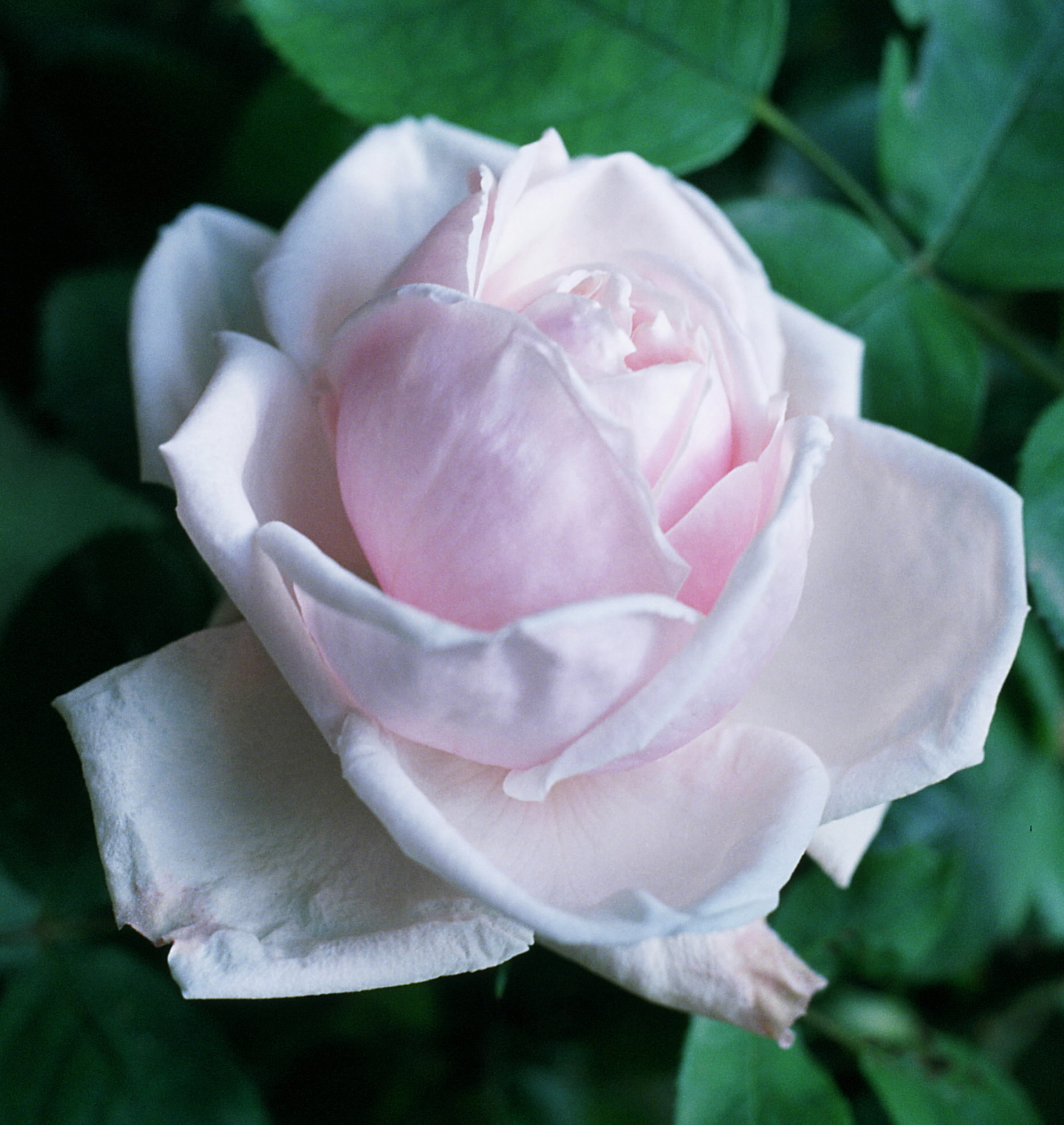
'Paul's Early Blush'.
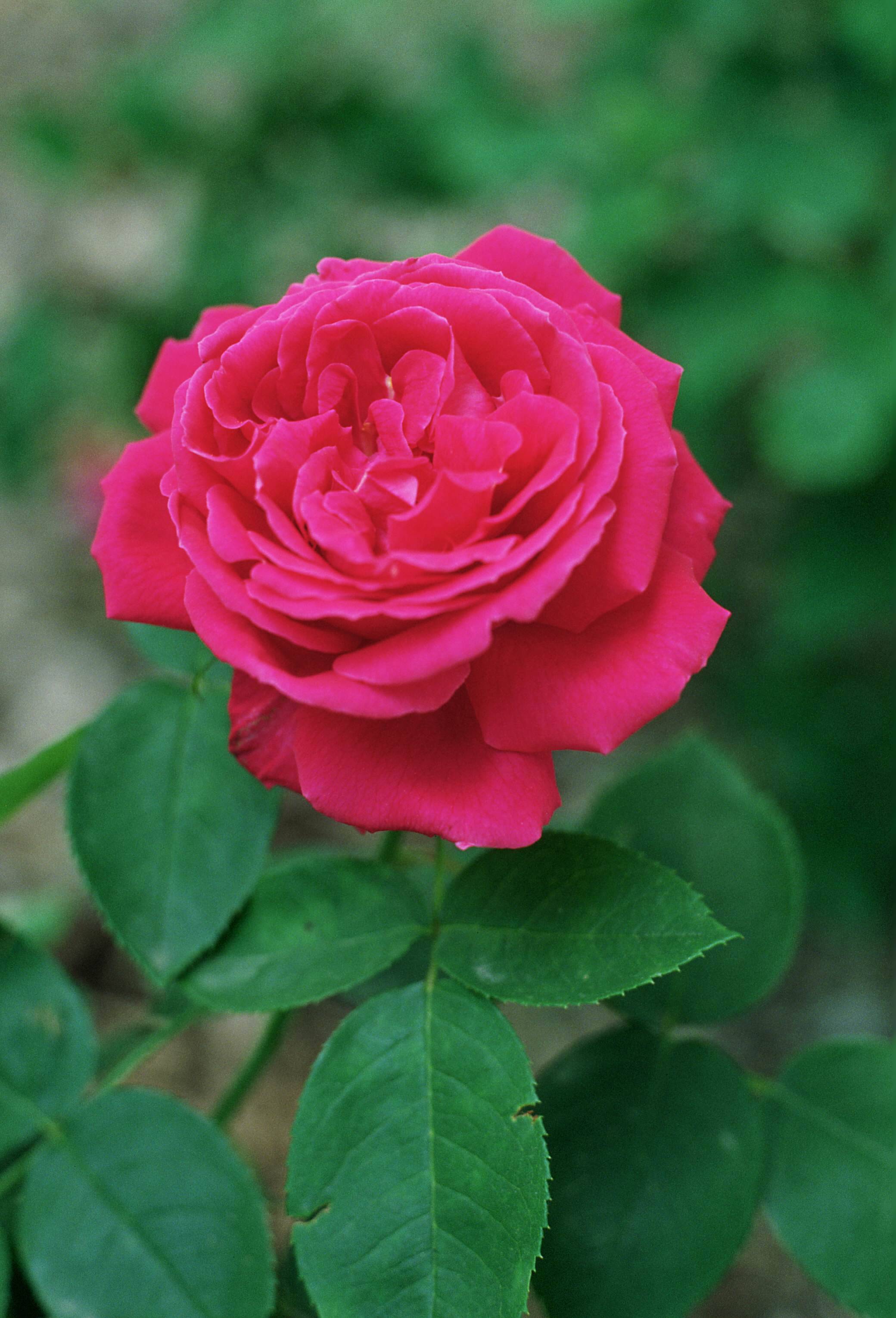
'Tom Wood'.
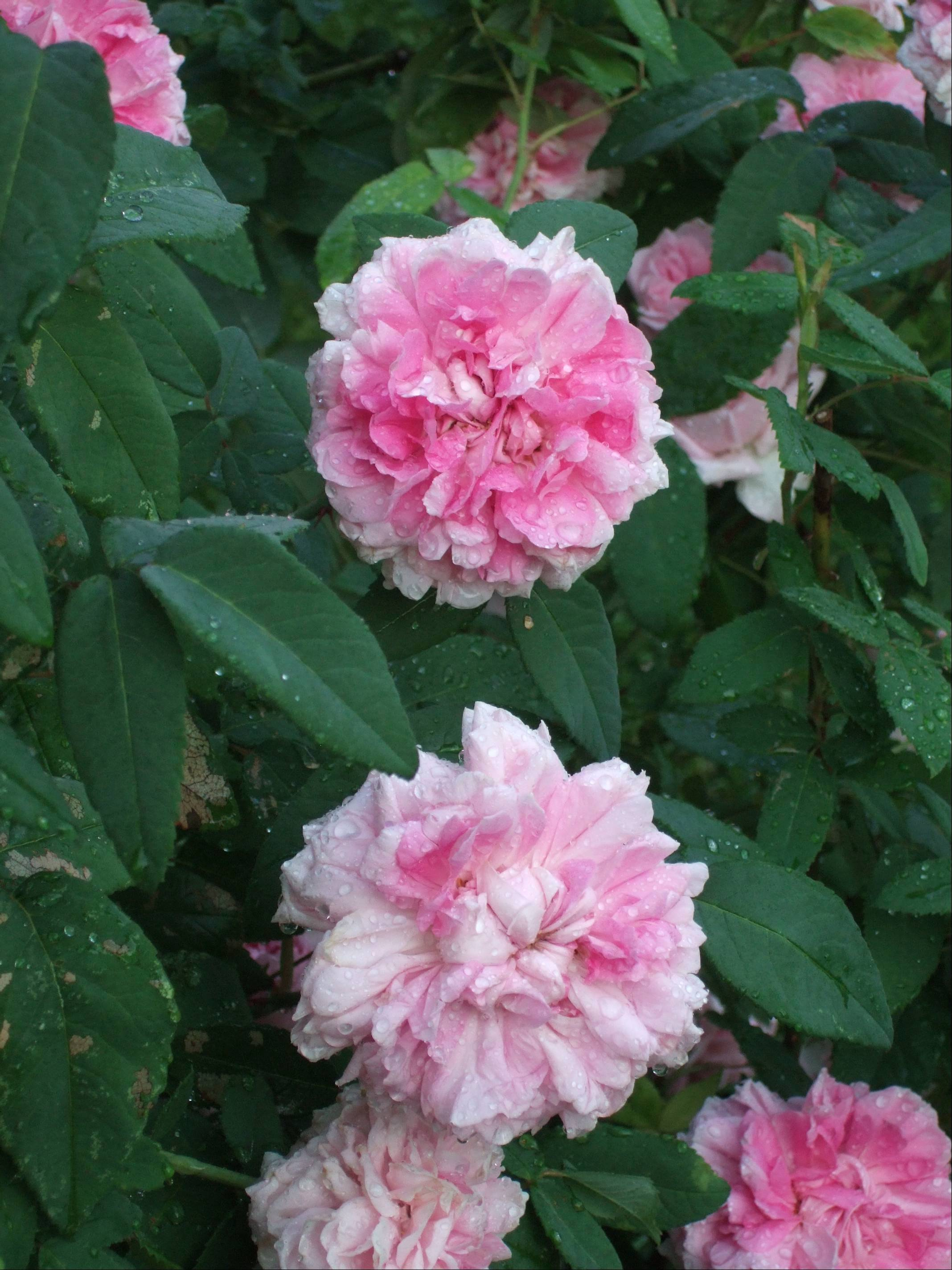
'Enfant de France'.